# Colònia Casanovas
La Colònia Casanovas fou una colònia agrícola del Prat de Llobregat, situada al delta del riu Llobregat, creada al darrere quart del segle xix, situada en els terrenys avui ocupats per l'aeroport.
La colònia Casanovas fou creada per Jaume Casanovas i Parellada, un empresari nascut al Prat de Llobregat el 1844, que emigrà a Cuba de jove per dedicar-se al comerç, i va tornar enriquit als quaranta anys. Amb la fortuna que havia aconseguit, va comprar uns terrenys insalubres propers al Remolar, per transformar-los més tard en camps de conreu, a la zona on el seu pare havia estat masover. Convertí aquesta antiga hisenda en la colònia Casanovas, una explotació agropecuària modèlica, que es feu famosa a tot Espanya. La granja posseïa centenars de vaques lleteres de pura raça holandesa, porcs i bestiar boví de recria.
La colònia Casanovas és coneguda també pel fet de ser la primera explotació on es va excavar un pou per obtenir aigua artesiana. Per mantenir l'explotació agrícola i ramadera es necessitava grans quantitats d'aigua. L'aigua freàtica que es trobava en pous excavats de dos o tres metres era vermellosa, i no es podia utilitzar per abeurar el bestiar. Jaume Casanovas va encarregar al pouer de Cornellà, Jaume Clavell, conegut com el Met de Cornellà, la perforació «d'un pou ben fondo, fins a trobar 'aigua o foc'». Per sort, el 1894 va brollar, des de 64 metres sota terra, una font d'aigua clara, neta i potable. A partir d'aquell moment els pous artesians es multiplicaren. Conscient de la importància de la troballa, feu erigir una capelleta al costat del primer pou. Des de mitjan segle xx es va començar adonar-se de les conseqüències de la sobreexplotació de l'aigua artesiana, agreujada per la creixent impermeabilització del sòl i la salinització per infiltració d'aigua de mar.